# Manuel Suárez Jiménez
Manuel Suárez Jiménez (Santiago; 28 de febrero de 1972) es un exfutbolista y director técnico chileno-español. Actualmente dirige a Deportes Concepción de la Primera B de Chile.

## Trayectoria

### Como jugador
Como futbolista profesional se desempeñó como arquero en clubes de primera división de Chile (Unión Española, Audax Italiano y Unión San Felipe) y también en la liga suiza donde vistió la camiseta de Saint Gallen. Sus títulos en el fútbol chileno los tuvo en Unión Española  donde logró levantar la Copa Chile en dos ocasiones (1992 y 1993).

### Como entrenador

#### Preparador de arqueros
Una vez retirado se dedicó a la preparación de arqueros en Universidad Católica, donde estuvo en el primer equipo entre 2005 y 2009. Durante este período le tocó trabajar con José María Buljubasich, quién alcanzó el récord de imbatibilidad en Chile en el año 2005. 

#### Ayudante Técnico
Luego comenzó su carrera como entrenador ayudante siempre al lado de Pizzi, en una labor que lo llevó a trabajar en Argentina (Rosario Central y San Lorenzo), España (Valencia) y México (Club León).
En 2016 se integró como ayudante del director Juan Antonio Pizzi en la selección de fútbol de Chile masculina, donde formó parte del cuerpo técnico que obtuvo el título de la Copa América Centenario, y por añadidura, el bicampeonato de América para la «La Roja». El 20 de diciembre de ese año recibió un reconocimiento al «Mérito Deportivo» por parte del Círculo de Periodistas Deportivos de Chile, en representación de la selección chilena.
Durante el 2017, Suárez formó parte del cuerpo técnico que logró el vicecampeonato de la Copa FIFA Confederaciones 2017 con la selección de fútbol de Chile tras una buena campaña en Rusia. En primera ronda, Chile derrotó a Camerún por 2 a 0, luego empató a un gol con Alemania y Australia, avanzando así a semifinales. En dicha instancia, la Roja empató con Portugal en el tiempo reglamentario pero logró eliminarlo en la ronda de penales. En la final, Alemania cortó la inspiradora campaña de Chile al derrotarlo por 1 a 0.
Tras la salida de Pizzi de la dirección de la selección chilena en 2017, Suárez continuó como su ayudante, esta vez en la selección de fútbol de Arabia Saudita, con la cual disputó la Copa Mundial de 2018.

#### Cortuluá
El 8 de enero de 2022 es presentado como técnico del Cortuluá, club de la Categoría Primera A de Colombia. Siendo su primera  experiencia como DT en propiedad. Luego de un inicio prometedor es desvinculado por una racha de derrotas en mayo de 2022.

#### Deportes Concepción
El 20 de junio de 2024 es oficializado como el nuevo entrenador de Deportes Concepción de la Segunda División chilena.

## Clubes

### Como jugador
| Club             | País  | Año       |
| ---------------- | ----- | --------- |
| Unión Española   | Chile | 1990-1992 |
| Saint Gallen     | Suiza | 1992      |
| Unión Española   | Chile | 1993      |
| Audax Italiano   | Chile | 1994      |
| Unión Española   | Chile | 1995-1996 |
| Unión San Felipe | Chile | 1997      |

### Como ayudante técnico
| Club                                  | País           | Año       | AT de:                 |
| ------------------------------------- | -------------- | --------- | ---------------------- |
| Universidad Católica                  | Chile          | 2005-2011 | Jorge Pellicer         |
| Universidad Católica                  | Chile          | 2005-2011 | Chemo del Solar        |
| Universidad Católica                  | Chile          | 2005-2011 | Coke Contreras         |
| Universidad Católica                  | Chile          | 2005-2011 | Fernando Carvallo      |
| Universidad Católica                  | Chile          | 2005-2011 | Mario Lepe             |
| Universidad Católica                  | Chile          | 2005-2011 | Marco Antonio Figueroa |
| Universidad Católica                  | Chile          | 2005-2011 | Juan Antonio Pizzi     |
| Universidad Católica                  | Chile          | 2005-2011 | Juan Antonio Pizzi     |
| Rosario Central                       | Argentina      | 2011-2012 |                        |
| San Lorenzo                           | Argentina      | 2012-2013 |                        |
| Valencia CF                           | España         | 2014      |                        |
| Club León                             | México         | 2015-2016 |                        |
| Selección de fútbol de Chile          | Chile          | 2016-2017 |                        |
| Selección de fútbol de Arabia Saudita | Arabia Saudita | 2018      |                        |

### Como entrenador
| Club                | País     | Año       | PJ | PG | PE | PP | GF | GC | GD  | Rendimiento |
| ------------------- | -------- | --------- | -- | -- | -- | -- | -- | -- | --- | ----------- |
| Cortuluá            | Colombia | 2022      | 22 | 5  | 5  | 12 | 20 | 28 | -8  | 30.31%      |
| Deportes Concepción | Chile    | 2024-act. | 43 | 21 | 11 | 11 | 71 | 49 | +22 | 57.37%      |
| Total               | Total    | Total     | 65 | 26 | 16 | 23 | 91 | 77 | +14 | 48.21%      |

## Palmarés

### Campeonatos nacionales
| Título           | Equipo              | País  | Año  |
| ---------------- | ------------------- | ----- | ---- |
| Segunda División | Deportes Concepción | Chile | 2024 |